# 三国同盟 (1717年)
三国同盟（さんごくどうめい、英語: Triple Alliance）は、1717年にネーデルラント連邦共和国、フランス王国、グレートブリテン王国の間で締結された条約。
同盟は1713年のユトレヒト条約での合意を維持しようとした。三国がスペインがヨーロッパにおける超大国になることを恐れた結果、軍事化が行われ、平民には多大な負担をかけた。またスペインなどが激怒し、瀬戸際政策が実施された結果、翌年に神聖ローマ皇帝カール6世が同盟に加入（四国同盟が成立）、四国同盟戦争が勃発した。

## 背景
フランス王ルイ14世とイギリスのアン女王が死去すると、英仏関係が改善した。イギリス王ジョージ1世とフランス摂政オルレアン公フィリップ2世は親族であり、2人とも国内に継承争いなどの悩みを抱えていた。オルレアン公はメーヌ公ルイ・オーギュスト・ド・ブルボンがスペインに加担して自分を失脚させることを恐れており、一方ジョージ1世はフランスがジャコバイトの蜂起を支持しないよう確約させたいと考えた。同盟に反対したサン＝シモン公ルイ・ド・ルヴロワによると、イギリスの駐パリ大使第2代ステア伯爵ジョン・ダルリンプルは同盟が短期にもたらす利益が両国の紛争を維持することより重要であると訴え、オルレアン公とその秘書ギヨーム・デュボワ（後に枢機卿）の同意を勝ち得た。デュボワはイギリスの北部担当国務大臣初代スタンホープ伯爵ジェームズ・スタンホープとともに同盟を推進した。デュボワを嫌悪したサン＝シモン公はブルボン家を王家として戴くフランスとスペインの両王国が永久に同盟国であるべきと訴えたが、当時の現実を全く考えなかった主張だった。チェッラマーレ陰謀によりオルレアン公のスペインに対する憂慮が現実化し、後の四国同盟戦争の成功がイギリスとオランダとの同盟の正しさを証明した。